# Blakea urbaniana
Blakea urbaniana är en tvåhjärtbladig växtart som beskrevs av Célestin Alfred Cogniaux. Blakea urbaniana ingår i släktet Blakea och familjen Melastomataceae. Inga underarter finns listade i Catalogue of Life.